# Yambo Ouologuem
Yambo Ouologuem (n. 22 august 1940, Bandiagara⁠(d), Regiunea Mopti, Mali – d. 14 octombrie 2017, Sévaré⁠(d), Mali) este un scriitor din Mali. Primul său roman, „Le Devoir de Violence” (1968), a câștigat Prix Renaudot. De asemenea, a scris „Lettre à la France nègre” (1969), și „Les mille et une bibles du sexe” (1969) sub pseudonimul de Utto Rodolph.
1. 1 2  Yambo Ouologuem, Autoritatea BnF
2. ↑  Yambo Ouologuem, The Fine Art Archive
3. 1 2 3  Dictionary of African Biography
4. 1 2  Encyclopædia Britannica Online
5. ↑  Yambo Ouologuem, Brockhaus Enzyklopädie, accesat în 9 octombrie 2017
6. ↑  Décès de Yambo Ouologuem (în franceză)
7. 1 2 3   http://www.journaldumali.com/2017/10/16/yambo-ouologuem/ Lipsește sau este vid: |title= (ajutor)
8. ↑  Autoritatea BnF, accesat în 10 octombrie 2015